# Meksykomysz
Meksykomysz (Habromys) – rodzaj ssaków z podrodziny nowików (Neotominae) w obrębie rodziny  chomikowatych (Cricetidae).

## Rozmieszczenie geograficzne
Rodzaj obejmuje gatunki występujące w Meksyku, Gwatemali i Salwadorze.

## Morfologia
Długość ciała (bez ogona) 74–133 mm, długość ogona 74–147 mm, długość ucha 16–24 mm, długość tylnej stopy 18–31 mm; masa ciała 10–55 g.

## Systematyka
Rodzaj (w randze podrodzaju w obrębie Peromyscus) zdefiniowali w 1964 roku amerykańscy teriolodzy Emmet Thurman Hooper i Guy Graham Musser w artykule poświęconym klasyfikacji Peromyscus, opublikowanym w czasopiśmie Occasional Papers Museum of Zoology, University of Michigan. Gatunkiem typowym jest (oryginalne oznaczenie) meksykomysz skąpoogonową (H. lepturus). 

### Etymologia
Habromys: gr. ἁβρος habros ‘miękki, słaby, delikatny’; μυς mus, μυος muos ‘mysz’.

### Podział systematyczny
Do rodzaju należą następujące gatunki:
| Grafika | Gatunek              | Autor i rok opisu                              | Nazwa zwyczajowa         | Podgatunki         | Rozmieszczenie geograficzne                                                                                    | Podstawowe wymiary                               | Status IUCN |
| ------- | -------------------- | ---------------------------------------------- | ------------------------ | ------------------ | --- | ------------------------------------------------ | ----------- |
|         | Habromys simulatus   | (Osgood, 1904)                                 | meksykomysz stokowa      | gatunek monotypowy | endemit Meksyku (wschodnie zbocza Sierra Madre Wschodniej (Hidalgo i Veracruz))                                | DC: 9–9,2 cm DO: 7,8–11,1 cm MC: 17–19 g         | CR          |
|         | Habromys delicatulus | Carleton, O. Sánchez & Urbano Vidales, 2002    | meksykomysz subtelna     | gatunek monotypowy | endemit Meksyku (północno-zachodni Meksyk (Jilotepec) i północno-wschodnie Michoacán (Cerro de Garniaca)       | DC: 7,4–8,4 cm DO: 7,4–8,1 cm MC: 10–19 g        | EN          |
|         | Habromys schmidlyi   | Romo-Vázquez, León-Paniagua & O. Sánchez, 2005 | meksykomysz samotna      | gatunek monotypowy | endemit Meksyku (Guerrero (północne zbocza Sierra de Taxco))                                                   | DC: 7,2–7,8 cm DO: 7,2–8,9 cm MC: 10–15 g        | CR          |
|         | Habromys ixtlani     | (G.G. Goodwin, 1964)                           | meksykomysz reliktowa    | gatunek monotypowy | endemit Meksyku (Oaxaca (północne zbocza Sierra Juárez))                                                       | DC: 11–13,3 cm DO: 10–14,7 cm MC: 26–55 g        | CR          |
|         | Habromys chinanteco  | (P.B. Robertson & Musser, 1976)                | meksykomysz leśna        | gatunek monotypowy | endemit Meksyku (Oaxaca (zany tylko z Cerro Pelón w Sierra Juárez))                                            | DC: 9–9,3 cm DO: 11–11,8 cm MC: 17–22 g          | CR          |
|         | Habromys lepturus    | (Merriam, 1898)                                | meksykomysz skąpoogonowa | gatunek monotypowy | endemit Meksyku (Oaxaca (znany tylko z góry Zempoaltépec))                                                     | DC: 10,4–11,6 cm DO: 10,3–14,6 cm MC: około 32 g | CR          |
|         | Habromys lophurus    | (Osgood, 1904)                                 | meksykomysz włochata     | gatunek monotypowy | południowo-wschodni Meksyk (Sierra Madre de Chiapas) przez Gwatemalę do skrajnie północno-zachodnim Salwadorze | DC: 9,5–11,5 cm DO: 9,2–11,5 cm MC: 24–31 g      | NT          |

Kategorie IUCN:  NT  – gatunek bliski zagrożenia,  EN  – gatunek zagrożony,  CR  – gatunek krytycznie zagrożony.